# Bahnstrecke Barcelona–Mataró–Maçanet-Massanes
| Zug zwischen Calella und Sant Pol de Mar |                                           |                                                    |                                                    |
| |                                           |                                                    |                                                    |
| Kursbuchstrecke: | ,                                         |                                                    |                                                    |
| Streckenlänge: | 73 km                                     |                                                    |                                                    |
| Spurweite: | 1668 mm (Iberische Spur)                  |                                                    |                                                    |
| Stromsystem: | 3000 V =                                  |                                                    |                                                    |
| Streckengeschwindigkeit: | bis Arenys de Mar 160 km/h, dann 130 km/h |                                                    |                                                    |
| Zweigleisigkeit: | bis Arenys de Mar                         |                                                    |                                                    |
| |                                           |                                                    |                                                    |
| \| \| \| Barcelona-França Linienbeginn \| \| \| \| \| alte Trasse bis 1991 \| \| \| \| \| \| \| \| \| \| nach Barcelona-Sants \| \| \| \| \| Bogatell \| \| \| \| \| \| \| \| \| \| von B.-Sants über Catalunya bzw. Passeig de Gràcia \| \| \| \| \| \| \| \| \| \| nach Torre Baró \| \| \| \| \| El Clot-Aragó \| \| \| \| \| Poblenou \| \| \| \| \| Barcelona-Sagrera im Bau \| \| \| \| \| nach Cerbère \| \| \| \| \| Sant Adrià de Besòs \| \| \| \| \| Badalona \| \| \| \| \| Montgat \| \| \| \| \| \| \| \| \| \| Montgat Nord \| \| \| \| \| El Masnou \| \| \| \| \| Ocata \| \| \| \| \| Premià de Mar \| \| \| \| \| Vilassar de Mar \| \| \| \| \| Cabrera de Mar - Vilassar \| \| \| \| \| Mataró \| \| \| \| \| Sant Andreu de Llavaneres \| \| \| \| \| Caldes d’Estrac \| \| \| \| \| Arenys de Mar \| \| \| \| \| Canet de Mar \| \| \| \| \| Sant Pol de Mar \| \| \| \| \| Calella \| \| \| \| \| Pineda de Mar \| \| \| \| \| Santa Susanna \| \| \| \| \| Malgrat de Mar \| \| \| \| \| Blanes \| \| \| \| \| Tordera \| \| \| \| \| von Barcelona über Granollers \| \| \| \| \| Maçanet-Massanes Linienende \| \| \| \| \| nach Cerbère \| \| |                                           |                                                    |                                                    |
| Kopfbahnhof Streckenanfang |                                           | Barcelona-França Linienbeginn                      | Barcelona-França Linienbeginn                      |
| Verschwenkung von links (Strecke außer Betrieb) · Verschwenkung von rechts |                                           | alte Trasse bis 1991                               | alte Trasse bis 1991                               |
| Strecke (außer Betrieb) · Tunnelanfang |                                           |                                                    |                                                    |
| Strecke (außer Betrieb) · Abzweig geradeaus und nach links (im Tunnel) |                                           | nach Barcelona-Sants                               | nach Barcelona-Sants                               |
| Haltepunkt / Haltestelle (Strecke außer Betrieb) · Strecke (im Tunnel) |                                           | Bogatell                                           | Bogatell                                           |
| |                                           |                                                    |                                                    |
| Strecke (außer Betrieb) · Abzweig geradeaus und von links (im Tunnel) |                                           | von B.-Sants über Catalunya bzw. Passeig de Gràcia | von B.-Sants über Catalunya bzw. Passeig de Gràcia |
| |                                           |                                                    |                                                    |
| Strecke (außer Betrieb) · Abzweig geradeaus und nach links (im Tunnel) |                                           | nach Torre Baró                                    | nach Torre Baró                                    |
| Strecke (außer Betrieb) · Bahnhof (im Tunnel) |                                           | El Clot-Aragó                                      | El Clot-Aragó                                      |
| Bahnhof (Strecke außer Betrieb) · Strecke (im Tunnel) |                                           | Poblenou                                           | Poblenou                                           |
| Strecke (außer Betrieb) · ehemaliger Bahnhof Tunnelende |                                           | Barcelona-Sagrera im Bau                           | Barcelona-Sagrera im Bau                           |
| |                                           | nach Cerbère                                       |                                                    |
| Bahnhof |                                           | Sant Adrià de Besòs                                | Sant Adrià de Besòs                                |
| Bahnhof |                                           | Badalona                                           | Badalona                                           |
| Haltepunkt / Haltestelle |                                           | Montgat                                            | Montgat                                            |
| Tunnel |                                           |                                                    |                                                    |
| Haltepunkt / Haltestelle |                                           | Montgat Nord                                       | Montgat Nord                                       |
| Haltepunkt / Haltestelle |                                           | El Masnou                                          | El Masnou                                          |
| Haltepunkt / Haltestelle |                                           | Ocata                                              | Ocata                                              |
| Haltepunkt / Haltestelle |                                           | Premià de Mar                                      | Premià de Mar                                      |
| Haltepunkt / Haltestelle |                                           | Vilassar de Mar                                    | Vilassar de Mar                                    |
| Haltepunkt / Haltestelle |                                           | Cabrera de Mar - Vilassar                          | Cabrera de Mar - Vilassar                          |
| Bahnhof |                                           | Mataró                                             | Mataró                                             |
| Haltepunkt / Haltestelle |                                           | Sant Andreu de Llavaneres                          | Sant Andreu de Llavaneres                          |
| Haltepunkt / Haltestelle |                                           | Caldes d’Estrac                                    | Caldes d’Estrac                                    |
| Bahnhof |                                           | Arenys de Mar                                      | Arenys de Mar                                      |
| Haltepunkt / Haltestelle |                                           | Canet de Mar                                       | Canet de Mar                                       |
| Bahnhof |                                           | Sant Pol de Mar                                    | Sant Pol de Mar                                    |
| Bahnhof |                                           | Calella                                            | Calella                                            |
| Haltepunkt / Haltestelle |                                           | Pineda de Mar                                      | Pineda de Mar                                      |
| Haltepunkt / Haltestelle |                                           | Santa Susanna                                      | Santa Susanna                                      |
| Haltepunkt / Haltestelle |                                           | Malgrat de Mar                                     | Malgrat de Mar                                     |
| Bahnhof |                                           | Blanes                                             | Blanes                                             |
| Haltepunkt / Haltestelle |                                           | Tordera                                            | Tordera                                            |
| Abzweig geradeaus und von links |                                           | von Barcelona über Granollers                      | von Barcelona über Granollers                      |
| Bahnhof |                                           | Maçanet-Massanes Linienende                        | Maçanet-Massanes Linienende                        |
| |                                           | nach Cerbère                                       |                                                    |

Die Bahnstrecke Barcelona-França–Maçanet-Massanes ist eine teilweise doppelspurige und durchgehend elektrifizierte Eisenbahnstrecke der Adif in Katalonien und eine wichtige Nahverkehrsachse der Rodalies Barcelona. Die Züge werden ausnahmslos von der Renfe betrieben. Sie ist die Verbindung zwischen Barcelona und der Costa Brava.

## Geschichte
| Eröffnungsdatum  | Streckenabschnitt                 |
| ---------------- | --------------------------------- |
| 28. Oktober 1848 | Barcelona–Mataró                  |
| 10. Januar 1857  | Mataró–Arenys de Mar              |
| 03. April 1853   | Arenys de Mar–Rambla Santa Coloma |

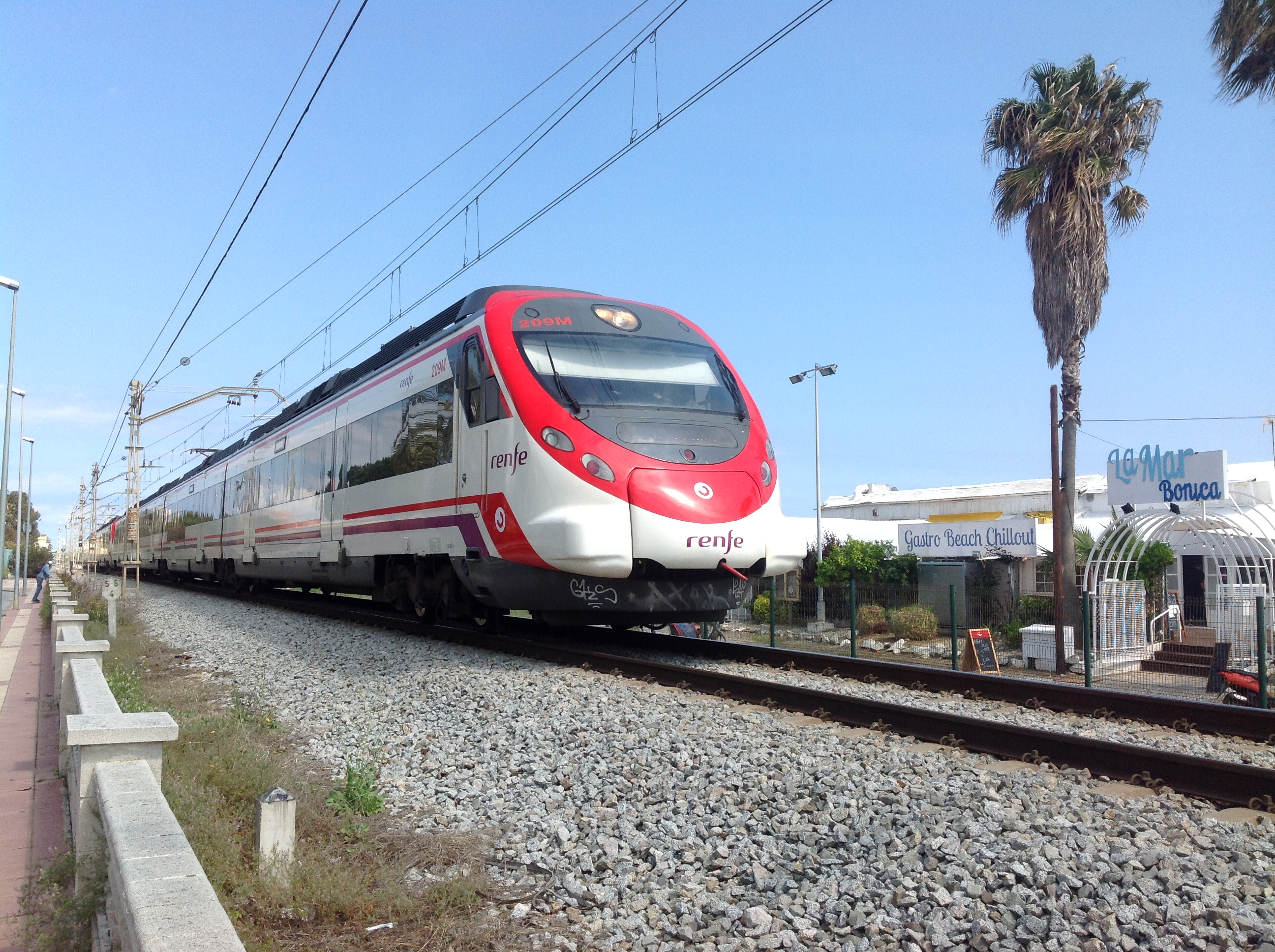
Vorortzug der Rodalies bei Malgrat de Mar

Die erste Etappe zwischen Barcelona und Mataró wurde 1848 auf Betreiben von Miguel Biada als erste Eisenbahnstrecke auf der iberischen Halbinsel eingeweiht. Der Bahntunnel zwischen den Stationen Montgat und Montgat Nord ist somit auch der erste Bahntunnel Spaniens. Da es in Barcelona nicht gestattet war, den Endbahnhof im Stadtzentrum zu bauen, wurde außerhalb der damaligen Stadtmauern der França-Bahnhof erbaut. Sein Name weist auf die geplante Erweiterung nach Frankreich hin. Die zu diesem Zweck gegründete Companyia dels Camins de Ferro de Barcelona a Mataró wurde wegen der explodierenden Baukosten gezwungen, mit der konkurrierenden Companyia dels Camins de Ferro de Barcelona a Granollers zur Camins de Ferro de Barcelona a Girona zu fusionieren. Beide Gesellschaften hatten den Bau von Bahnstrecken zwischen Barcelona und Girona geplant, die eine dem Meer entlang via Mataró, die andere im Inland via Granollers. Beide Strecken trafen im Bahnhof Maçanet-Massanes aufeinander.
1970 wurden mit der Eröffnung des Sants-Bahnhofes in Barcelona die Neubaustrecke zwischen L’Hospitalet und El Clot-Aragó mit den beiden parallel verlaufenden Stadttunnels eingeweiht, welche in Sant Adrià de Besòs von der bisherigen Strecke abzweigte. Da auch der França-Bahnhof an die Tunnels angeschlossen wurde, sank die Bedeutung für die oberirdische Strecke via Poblenou. Im Zuge der Vorbereitung der Olympischen Sommerspiele 1992 beschloss Barcelona, sich dem Meer hin zu öffnen. So musste eine Autobahn am Meerufer in den Untergrund verschwinden, und die Bahnstrecke zwischen Sant Adrià de Besos und França samt den Stationen Bogatell und Poblenou wurde stillgelegt und abgebrochen. Das Olympische Dorf befindet sich auf dem Gelände der ehemaligen Bahnstrecke. Im selben Zug wurde auch die gesamte Strecke saniert: Die Ortschaften entlang der Costa Brava wie Calella erlangten mit der Sanierung eine Verringerung der Lärmbelästigung.

## Verlauf
Nach Sants werden die beiden ostwärts führenden Stadttunnels befahren, welche sich im Bahnhof El Clot-Aragó zu einem Tunnel vereinen. Beim Tunnelausgang wird 2007 der neue Bahnhof Sagrera eröffnet. Wenig später folgt Sant Adrià de Besos, wo der Knotenpunkt mit der Altstrecke war. Von hier bis Malgrat de Mar führt die Strecke dem Meer entlang und bildet eine Art Trennung zwischen den Siedlungen und dem Strand. Zwischen Montgat und Matarò verläuft zudem die Nationalstraße NII parallel zur Bahnstrecke. Nach Malgrat de Mar schwenkt sie ins Landesinnere, um in Maçanet-Massanes den Anschluss zur Hauptstrecke nach Portbou herzustellen.

## Verkehr
Früher verkehrten sogar Fernverkehrs- und Güterzüge über die Strecke, jedoch wird sie seit Ende der 1980er Jahre von solchen nur während Bauarbeiten oder Streckenunterbrechungen auf der durchgehend doppelspurigen Hauptstrecke nach Port-Bou via Granollers befahren. Bis zum Baubeginn des Bahnhofs Barcelona-Sagrera endeten die Züge der heutigen Linie R1 am Flughafen Barcelona-El Prat, wodurch der Bahnhof Barcelona-França von keinem S-Bahn-Zug angefahren wurde. Erst mit der Verlegung des Endpunktes der Linie nach L'Hospitalet de Llobregat entstand der heutige Verlauf der Linie R1. Hierdurch fährt derzeit kein einziger Zug fahrplanmäßig die gesamte Strecke an einem Stück ab. Vom 7. Januar 2014 bis April 2015 verkehrte einmal wöchentlich der Estrella Costa Brava von Figueres nach Madrid Chamartín mit Halt in Mataró, Arenys de Mar, Calella und Blanes. Fahrplanmäßig verkehrt nur die Linie R1 der Rodalies Barcelona zwischen Molins de Rei und Maçanet Massanes auf der Strecke. Der Großteil der Züge wendet jedoch bereits in Mataró, Calella und Blanes. In Barcelona nutzen sie ausschließlich den südlicheren der beiden Tunnel, der dem S-Bahn-Verkehr vorbehalten ist und halten somit auch an den Bahnhöfen Arc de Triomf und Plaça Catalunya. Der nördliche Tunnel wird von Regionalexpress-Zügen der RENFE und den Rodalies-Linien R2 und R2 Nord befahren, die nach El Clot auf die Hauptstrecke abzweigen. Die Strecke ist wegen der Nähe der meisten Stationen zum Meer bei Fischern und Touristen beliebt. Seit dem 24. März 2014 verkehren zweistündlich zusätzliche Regionalzüge zwischen L’Hospitalet de Llobregat und Figueres/Portbou via Mataró und Girona, welche zwischen L’Hospitalet de Llobregat und Maçanet-Massanes in den R1-Takt integriert sind. Sie laufen unter der Bezeichnung RG1 der neu eingeführten Marke der Rodalies Girona.

## Ausbau
Die Strecke ist zwischen Barcelona und Arenys de Mar doppelspurig ausgebaut, das restliche Teilstück ist einspurig, wobei in den Bahnhöfen außer in Santa Susanna jeweils Kreuzungsmöglichkeiten existieren. Eine durchgehende Elektrifizierung ist mit 3000 Volt Gleichstrom vorhanden, auf der Doppelspur ist die maximal zulässige Geschwindigkeit 160 km/h, auf dem einspurigen Abschnitt noch 130 km/h.

## Zukunft
- Auch 2023 ist der neue, von Frank Gehry entworfene Hochgeschwindigkeitsbahnhof Sagrera im Osten Barcelonas noch nicht fertig gestellt. Die Bauarbeiten haben 2007 begonnen. Dieser Bahnhof wird nebst den Bahnsteigen an der Schnellfahrstrecke nach Figueres und einer U-Bahn-Station der Metro Barcelona auch Bahnsteige an der Strecke nach Mataró umfassen und wird von den Linien R1 und R2 der Rodalies bedient.[8]
- Eine Verlegung in den Untergrund wird teilweise angestrebt, um den Küstendörfern einen barrierefreien Zugang zu ermöglichen. So hat es zum Beispiel in Calella auf der gesamten Länge des Bahndammes gerade mal zwei Unterführungen.
- Außerdem ist eine neue Ringlinie der Rodalies zwischen Mataró und Vilanova in Planung, die die Metropole Barcelona großräumig umfahren wird und auch die Hauptstrecke in Granollers kreuzen wird. Zu diesem Zweck wird westlich des heutigen Bahnhofs in Mataró ein neuer Knotenpunkt Mataró Oest zwischen der jetzigen Bahnstrecke und der neuen Ringlinie geschaffen.[9]
- Mittel- bis langfristig ist eine Stichstrecke von Blanes über Lloret de Mar nach Tossa de Mar geplant, was auch eine Neuordnung des Nahverkehrsnetzes mit sich bringen würde. So würden alle Züge der Linie R1, welche bis Maçanet-Massanes führen, in die Linie RG1 integriert, die somit auf den Stundentakt verdichtet würde. Die heute in Blanes endenden R1-Züge würden dann nach Tossa de Mar verlängert.